# Le Commandeur
Pour les articles homonymes, voir Commandeur (homonymie).

Le Commandeur est une série de romans fantastiques de Michel Honaker publiés successivement chez Media 1000 (en 1988), Fleuve noir (entre 1989 et 1991), Rageot (entre 1996 et 2003), Flammarion (entre 2008 et 2010) et L'Ivre Book (en 2014). Elle suit Ebenezer Graymes, un "Commandeur des Abîmes", qui lutte dans la ville de New-York pour faire respecter des pactes magiques et contrecarrer les plans de sorciers malintentionnés.
Le titre de cette série fait référence au personnage principal, Ebenezer Graymes, qui porte le titre de commandeur. En introduction à chaque ouvrage (chez Rageot), l'auteur indique que le personnage du commandeur est inspiré du comédien Peter Cushing.

## Différences entre les éditions
La série est d'abord publiée chez Media 1000 en 1988. Elle passe chez Fleuve noir en 1989 et y restera jusqu'en 1991. Les trois premiers tomes y sont réédités (en tant que tomes 1, 2 et 6), les scènes gores et érotiques y sont réduites. Dans l'édition Media 1000, l'histoire du deuxième tome, D'Argile et de Sang, était terminée à la fin du livre ; pour Fleuve noir, l'histoire reste en suspens et est prolongée dans Return of Emeth (on peut notamment remarquer qu'un chapitre du deuxième tome de Media 1000, D'Argile et de Sang, est déplacé du deuxième au troisième tome chez Fleuve noir).
À partir de 1995, la série est éditée dans la collection Cascade chez Rageot ; huit des neuf romans Fleuve noir sont réédités et réécrits pour un lectorat plus jeune (le troisième, Return of Emeth, est inédit chez Rageot). Jusqu'en 2003, Michel Honaker publie sept nouveaux romans du Commandeur, inédits chez Fleuve Noir (le quatrième, Les Morsures du Passé, contient quelques scènes en commun avec Return of Emeth, mais la trame en est totalement différente).
En 2008, la série est rééditée chez Flammarion, sous le titre "Chasseur Noir" : les tomes 15 (Le Serment du Diable) et 1 (Le Démon du Bronx - Bronx Ceremonial - Magie Noire dans le Bronx) sont réécrits et publiés dans cet ordre en tant que deux premiers tomes de la série, qui se clôt sur un troisième tome, L'Enchanteur de sable, inspiré par Les Ombres du destin (des scènes et personnages sont en commun, bien que l'intrigue soit différente).
Le Commandeur se voit de nouveau édité en 2014, chez l'éditeur L'Ivre Book, sous forme de livre électronique. Seuls les tomes The Verb Of Life et Return of Emeth paraissent, ainsi qu'un livre collaboratif d'informations sur la série, intitulé sobrement Le Commandeur et disponible gratuitement.

## Liste des épisodes
Chez Média 1000
1. Le Démon du Bronx, édition Média 1000, 1988
2. D'Argile et de sang, édition Média 1000, 1988
3. La Maison des cauchemars, édition Média 1000, 1988

Chez Fleuve noir
1. Bronx ceremonial, Fleuve noir, collection Anticipation, no 1723, 1989
2. The Verb of life, Fleuve noir, collection Anticipation, no 1735, 1990
3. Return of Emeth, Fleuve noir, collection Anticipation, no 1748, 1990
4. King of ice, Fleuve noir, collection Anticipation, no 1759, 1990
5. Secret of Bashamay, Fleuve noir, collection Anticipation, no 1771, 1990
6. Evil game, Fleuve noir, collection Anticipation, no 1783, 1990
7. Troll, Fleuve noir, collection Anticipation, no 1783, 1990
8. Apocalypse junction, Fleuve noir, collection Anticipation, no 1810, 1991
9. Dark spirit, Fleuve noir, collection Anticipation, no 1822, 1991

Chez Rageot
1. Magie noire dans le Bronx, Rageot, collection Cascade Policier, 1996
2. Le Chant de la reine froide, Rageot, collection Cascade policier, 1996
3. Le Grand Maître des mémoires, Rageot, collection Cascade policier, 1997
4. Les Morsures du passé, Rageot, collection Cascade policier, 1997
5. Rendez-vous à Apocalypse, Rageot, collection Cascade policier, 1997
6. La Créature du néant, Rageot, collection Cascade policier, 1997
7. Les Ombres du destin, Rageot, collection Cascade policier, 1998
8. Le Cachot de l’enfer, Rageot, collection Cascade policier, 1998
9. Terminus Vampire City, Rageot, collection Cascade policier, 1998
10. Le Sortilège de la dame blanche, Rageot, collection Cascade policier, 1998
11. Le Danseur des marais, Rageot, collection Cascade policier, 1999
12. Les Larmes de la mandragore, Rageot, collection Cascade policier, 2000
13. Péril Ange Noir, Rageot, collection Cascade policier, 2000
14. Le Serment du diable, Rageot, collection Cascade policier, 2002
15. Le Seigneur des cauchemars, Rageot, collection Cascade policier, 2003

Chez Flammarion
1. Chasseur noir, Flammarion, 2008
2. Le Cérémonial des ombres, Flammarion, 2009
3. L'Enchanteur de sable, Flammarion, 2010

Chez L'Ivre Book
1. The Verb of Life, L'Ivre Book, 2014
2. Return of Emeth, L'Ivre Book, 2014

## Correspondance entre les éditions
| Média 1000               | Fleuve Noir         | Rageot                          | Flammarion               | L'ivre-Book      |
| ------------------------ | ------------------- | ------------------------------- | ------------------------ | ---------------- |
| Le Démon du Bronx        | Bronx ceremonial    | Magie noire dans le Bronx       | Le Cérémonial des ombres |                  |
| D'argile et de sang      | The Verb of Life    | La Créature du néant            |                          | The Verb of Life |
| La Maison des cauchemars | Evil Game           | Le Grand Maître des mémoires    |                          |                  |
|                          | Return of Emeth     |                                 |                          | Return Of Emeth  |
|                          | King of Ice         | Le Chant de la reine froide     |                          | King of Ice      |
|                          | Secret of Bashamay  | Les Ombres du destin            | L'Enchanteur de sable    |                  |
|                          | Troll               | Le Cachot de l’enfer            |                          |                  |
|                          | Apocalypse Junction | Rendez-vous à Apocalypse        |                          |                  |
|                          | Dark Spirit         | Le Sortilège de la dame blanche |                          |                  |
|                          |                     | Les Morsures du passé           |                          |                  |
|                          |                     | Terminus Vampire City           |                          |                  |
|                          |                     | Le Danseur des marais           |                          |                  |
|                          |                     | Les Larmes de la mandragore     |                          |                  |
|                          |                     | Péril Ange Noir                 |                          |                  |
|                          |                     | Le Serment du diable            | Chasseur noir            |                  |
|                          |                     | Le Seigneur des cauchemars      |                          |                  |